# デオキシアデノシン
デオキシアデノシン（英:Deoxyadenosine）は、デオキシリボヌクレオシドである。デオキシアデノシンは、アデノシンヌクレオシドの誘導体であり、リボース糖の片側の2'位のヒドロキシ基が水素基に置換されているものがヌクレオチシドとの相違である。